# Ваша честь (серіал, 2018)
Ваша честь (кор. 친애하는 판사님께) — південнокорейський телесеріал, що розповідає історію про ідентичних братів-близьнюків з дуже різними долями, один з яких за випадком долі тимчасово посів місце іншого брата, який зник. Телесеріал показувався на телеканалі SBS щосереди і щочетверга з 25 липня по 20 вересня 2018. У головних ролях Юн Сі Юн, Лі Ю Йон, Пак Пьон Ин та Квон На Ра.

## Сюжет
Ще починаючи з початкової школи, Кан Хо був на другому місця за прихильність після свого близьнюка Су Хо у своєї мати. Після того як він потрапив до виховної колонії під час навчання у старшій школі, то йому прийшлося жити життям колишнього засудженого. Одного дня, коли його випускають з в'язниці, то він опиняється в ситуації, коли його знову можуть посадити. Тоді він вирішує знайти свого брата, який є суддею і є його останнью надією на порятунок, проте його брат без слідно зник. Люди починають плутати і приймають Кан Хо за його брата Су Хо і таким чином Кан Хо випадково опиняється всередині суду в одязі судді. Со Ин, дівчина, яка допитувала Кан Хо, коли вона була помічником прокурора, починає працювати разом з ним. Коли багатий спадкоємець конгломерату, Лі Хо Сон, просить Кан Хо взятися за справу про напад, то Кан Хо вирішує прикунутися Су Хо до того часу, поки справа не буде вирішена та перекладає всю свою роботу на свого асистента, Со Ин. Со Ин, дівчина, яка переосмислює поняття справедливості під час того, як пише свій фінальний вердикт, та Кан Хо, хлопець, який вирішує судові справи у традиційний способ, повільно починають закохуватися один в одного. І тоді повертається Су Хо.    

## Акторський склад

### Головні ролі
- Юн Сі Юн як Хан Кан Хо/Хан Су Хо[4][5]

Хан Кан Хо: Брат-близнець Су Хо, який ще в старшій школи потрапив до колонії через свої незаконні дії. Він неодразово порушував закон. Одного дня є знову загроза для нього, що він може опинитися за ґратами, тому він вирушає до квартири брата, щоб він допоміг вирішити цю проблему. Але він не знаходить Су ХО і через збіг обставини йому приходиться видати за свого брата неа ча його відсутнеості.
Хан Су Хо: Брат-близнець Кан Хо, що працює суддею та є улюбленим сином своєї мати. Він недолюблю свого брата через його кримінальну історію. Одного дня він таємничо зникає зі свого будинку.
- Лі Ю Йон як Сон Со Ин[4][5]

Сон Со Ин раніше працювала помічником прокурора, коли допитували Кан Хо. Тепер вона проходить стажування як помічник судді під керівництвом Кан Хо, який видає себе за Су Хо. 
- Пак Пьон Ин як О Сан Чхоль[4][5]

О Сан Чхоль є спадкоємцем юридичної фірми Одеян. Під час навчання в університеті він був вищому курсі ніж Со Ин і був її наставником.
- Квон На Ра як Чу Ин[4][5]

Квон На Ра є дівчиною Хан Су Хо та працює як ведуча новин.

### Другорядні ролі
- Кім Хє Ок як Ім Ким Мі[4][5]
- Квак Со Йон як Сон Чі Йон[4][5]
- Сон Тон Іль як Са Ма Рьон[4][5]
- Хо Сон Тхе як Хон Чон Су[4][5]
- Кім Мьон Кон як О Те Ян
- Юн На Му як Лі Хо Сон
- Сін Сон Мін як Пак Че Хьон
- Хо Чі Вон як Чін Ук Тхе
- Пак Чі Хьон як Пак Хе На
- Кім Кан Хьон як Чо Пок Су
- Ха Ґьон як Чі Чхан Су
- Хван Сок Чон як Лі Ха Йон[4][5]
- Хан Су Йон як Пан У Джон
- Пек Чі Вон як Чха Хон Ран

## Оригінальні звукові доріжки

### Повний альбом
| Your Honor (Original Television Soundtrack), Диск 1 | Your Honor (Original Television Soundtrack), Диск 1 | Your Honor (Original Television Soundtrack), Диск 1 | Your Honor (Original Television Soundtrack), Диск 1 | Your Honor (Original Television Soundtrack), Диск 1 | Your Honor (Original Television Soundtrack), Диск 1 |
| #                                                   | Назва                                               | Автор слів                                          | Автор музики                                        | Виконавець                                          | Тривалість                                          |
| --------------------------------------------------- | --------------------------------------------------- | --------------------------------------------------- | --------------------------------------------------- | --------------------------------------------------- | --------------------------------------------------- |
| 1.                                                  | «Comfort» (위로)                                    | Со Тон Сон                                          | Пак Сон Іль                                         | Чон Ін                                              | 4:10                                                |
| 2.                                                  | «Shine»                                             | Лі Чхі Хун                                          | Чхве Че Ман                                         | Кім E-Z                                             | 3:51                                                |
| 3.                                                  | «어느 날의 나에게»                                  | Кім Хо Ґьон                                         | 1601                                                | Monday Kiz                                          | 3:52                                                |
| 4.                                                  | «내가 보여»                                         | Со Тон Сон                                          | Пак Сон Іль                                         | Лі Юн Чхан                                          | 4:30                                                |
| 5.                                                  | «Home»                                              | Кан Ітин                                            | Jamie Song                                          | Рейна                                               | 4:39                                                |
| 6.                                                  | «그 시간을 기억해»                                  | Ха Ниль Хе                                          | Ха Ниль Хе                                          | Ха Ниль Хе                                          | 4:05                                                |

| Your Honor (Original Television Soundtrack), Диск 2 | Your Honor (Original Television Soundtrack), Диск 2 | Your Honor (Original Television Soundtrack), Диск 2 | Your Honor (Original Television Soundtrack), Диск 2 | Your Honor (Original Television Soundtrack), Диск 2 |
| #                                                   | Назва                                               | Автор музики                                        | Виконавець                                          | Тривалість                                          |
| --------------------------------------------------- | --------------------------------------------------- | --------------------------------------------------- | --------------------------------------------------- | --------------------------------------------------- |
| 1.                                                  | «친애하는 판사님께»                                 | Кім Чун Сок                                         | Кім Чун Сок                                         | 3:09                                                |
| 2.                                                  | «카운트다운»                                        | Кім Чун Сок                                         | Кім Чун Сок                                         | 2:28                                                |
| 3.                                                  | «외로운 싸움»                                       | Кім Чун Сок                                         | Кім Чун Сок                                         | 3:12                                                |
| 4.                                                  | «사건의 그날»                                       | Чу Ін Ро                                            | Чу Ін Ро                                            | 2:55                                                |
| 5.                                                  | «최후 진술»                                         | Лі Ру Рі                                            | Лі Ру Рі                                            | 2:25                                                |
| 6.                                                  | «사람 사는 이야기»                                  | Лі Юн Джі                                           | Лі Юн Джі                                           | 3:54                                                |
| 7.                                                  | «절망과 희망 사이»                                  | Кім Чун Сок                                         | Кім Чун Сок, Но Ю Рім                               | 2:50                                                |
| 8.                                                  | «행복한 판사»                                       | Но Ю Рім                                            | Но Ю Рім                                            | 2:36                                                |
| 9.                                                  | «좋은 사람»                                         | Кім Хьон Джу                                        | Кім Хьон Джу                                        | 2:29                                                |
| 10.                                                 | «설렘이란»                                          | Сін Ю Джін                                          | Сін Ю Джін                                          | 2:25                                                |
| 11.                                                 | «비열한 선물»                                       | Кім Хьон До                                         | Кім Хьон До                                         | 2:22                                                |
| 12.                                                 | «잘못된 판결»                                       | Чу Ін Ро                                            | Чу Ін Ро                                            | 3:09                                                |
| 13.                                                 | «유아독존»                                          | Ку Пон Чхун                                         | Ку Пон Чхун                                         | 3:53                                                |
| 14.                                                 | «강호의 추리»                                       | Но Ю Рім                                            | Но Ю Рім                                            | 2:12                                                |
| 15.                                                 | «엄마라는 이름»                                     | Кім Чун Сок                                         | Кім Чун Сок                                         | 4:50                                                |
| 16.                                                 | «단호한 결의»                                       | Кім Чун Сок                                         | Кім Чун Сок                                         | 1:38                                                |
| 17.                                                 | «유전무죄 무전유죄»                                 | Кім Хьон Джу                                        | Кім Хьон Джу                                        | 2:49                                                |
| 18.                                                 | «뒤바뀐 운명»                                       | Чу Ін Ро                                            | Чу Ін Ро                                            | 2:28                                                |
| 19.                                                 | «밀담»                                              | Лі Ру Рі                                            | Лі Ру Рі                                            | 2:30                                                |
| 20.                                                 | «사연»                                              | Кім Хьон Джу                                        | Кім Хьон Джу                                        | 3:25                                                |
| 21.                                                 | «진심을 간직하는 것»                                | Лі Ру Рі                                            | Лі Ру Рі                                            | 2:42                                                |
| 22.                                                 | «판결의 무게»                                       | Кім Чун Сок                                         | Кім Чун Сок                                         | 3:31                                                |
| 23.                                                 | «비싼 변호사들»                                     | Ку Пон Чхун                                         | Ку Пон Чхун                                         | 2:57                                                |
| 24.                                                 | «충격적인 사실»                                     | Лі Юн Джі                                           | Лі Юн Джі                                           | 2:29                                                |
| 25.                                                 | «다짐»                                              | Но Ю Рім                                            | Но Ю Рім                                            | 2:33                                                |
| 26.                                                 | «허당과 양아치»                                     | Кім Хьон Джу                                        | Кім Хьон Джу                                        | 2:26                                                |
| 27.                                                 | «깡패의 매력»                                       | Но Ю Рім                                            | Но Ю Рім                                            | 2:24                                                |
| 28.                                                 | «아슬아슬한 거짓말»                                 | Лі Юн Джі                                           | Лі Юн Джі                                           | 1:37                                                |
| 29.                                                 | «법이 가리키는 곳»                                  | Со Є Рін                                            | Со Є Рін                                            | 3:14                                                |
| 30.                                                 | «음모»                                              | Кім Хьон Джу                                        | Кім Хьон Джу                                        | 1:45                                                |
| 31.                                                 | «증언»                                              | Лі Юн Джі                                           | Лі Юн Джі                                           | 2:15                                                |
| 32.                                                 | «검은 손길»                                         | Сін Ю Джін                                          | Сін Ю Джін                                          | 2:31                                                |
| 33.                                                 | «이런 사람 또 없습니다»                             | Лі Юн Джі                                           | Лі Юн Джі                                           | 2:30                                                |
| 34.                                                 | «유도 수사»                                         | Кім Хьон Джу                                        | Кім Хьон Джу                                        | 2:05                                                |
| 35.                                                 | «무거운 고백»                                       | Кім Чун Сок                                         | Кім Чун Сок                                         | 2:05                                                |
| 36.                                                 | «위로하는 법»                                       | Лі Юн Джі                                           | Лі Юн Джі                                           | 2:33                                                |
| 37.                                                 | «정의는 승리한다»                                   | Ку Пон Чхун                                         | Ку Пон Чхун                                         | 2:34                                                |
| 38.                                                 | «혼란스러운 마음»                                   | Но Ю Рім                                            | Но Ю Рім                                            | 1:47                                                |
| 39.                                                 | «전과 5범 스타 판사»                                | Лі Ру Рі                                            | Лі Ру Рі                                            | 2:10                                                |
| 40.                                                 | «알쏭한 판결»                                       | Со Є Рін                                            | Со Є Рін                                            | 1:52                                                |
| 41.                                                 | «갸우뚱»                                            | Лі Юн Джі                                           | Лі Юн Джі                                           | 1:54                                                |
| 42.                                                 | «얼렁뚱땅»                                          | Сін Ю Джін                                          | Сін Ю Джін                                          | 2:17                                                |
| 43.                                                 | «개수작»                                            | Лі Ру Рі                                            | Лі Ру Рі                                            | 1:30                                                |
| 44.                                                 | «진정한 로맨티스트»                                 | Со Є Рін                                            | Со Є Рін                                            | 2:24                                                |
| 45.                                                 | «멈춰버린 시간»                                     | Лі Ру Рі                                            | Лі Ру Рі                                            | 2:29                                                |
| 46.                                                 | «생각과 마음의 거리»                                | Кім Чун Сок                                         | Кім Чун Сок                                         | 3:14                                                |
| 47.                                                 | «법이 기준인 사회»                                  | Петро Ілліч Чайковський, Ку Пон Чхун, Лі Юн Джі     | Ку Пон Чхун, Лі Юн Джі                              | 5:43                                                |
| 48.                                                 | «홀로 견디기»                                       | Петро Ілліч Чайковський, Но Ю Рім                   | Но Ю Рім                                            | 2:33                                                |

### Альбом частинами
| Your Honor (Original Television Soundtrack), Part 1 | Your Honor (Original Television Soundtrack), Part 1 | Your Honor (Original Television Soundtrack), Part 1 | Your Honor (Original Television Soundtrack), Part 1 | Your Honor (Original Television Soundtrack), Part 1 | Your Honor (Original Television Soundtrack), Part 1 |
| #                                                   | Назва                                               | Автор слів                                          | Автор музики                                        | Виконавець                                          | Тривалість                                          |
| --------------------------------------------------- | --------------------------------------------------- | --------------------------------------------------- | --------------------------------------------------- | --------------------------------------------------- | --------------------------------------------------- |
| 1.                                                  | «Comfort» (위로)                                    | Со Тон Сон                                          | Пак Сон Іль                                         | Чон Ін                                              | 4:10                                                |
| 2.                                                  | «Comfort (Inst.)» (위로 (Inst.))                    |                                                     | Пак Сон Іль                                         | Чон Ін                                              | 4:10                                                |

| Your Honor (Original Television Soundtrack), Part 2 | Your Honor (Original Television Soundtrack), Part 2 | Your Honor (Original Television Soundtrack), Part 2 | Your Honor (Original Television Soundtrack), Part 2 | Your Honor (Original Television Soundtrack), Part 2 | Your Honor (Original Television Soundtrack), Part 2 |
| #                                                   | Назва                                               | Автор слів                                          | Автор музики                                        | Виконавець                                          | Тривалість                                          |
| --------------------------------------------------- | --------------------------------------------------- | --------------------------------------------------- | --------------------------------------------------- | --------------------------------------------------- | --------------------------------------------------- |
| 1.                                                  | «Shine»                                             | Лі Чхі Хун                                          | Чхве Че Ман                                         | Кім E-Z                                             | 3:51                                                |
| 2.                                                  | «Shine (Inst.)»                                     |                                                     | Чхве Че Ман                                         | Кім E-Z                                             | 3:51                                                |

| Your Honor (Original Television Soundtrack), Part 3 | Your Honor (Original Television Soundtrack), Part 3 | Your Honor (Original Television Soundtrack), Part 3 | Your Honor (Original Television Soundtrack), Part 3 | Your Honor (Original Television Soundtrack), Part 3 | Your Honor (Original Television Soundtrack), Part 3 |
| #                                                   | Назва                                               | Автор слів                                          | Автор музики                                        | Виконавець                                          | Тривалість                                          |
| --------------------------------------------------- | --------------------------------------------------- | --------------------------------------------------- | --------------------------------------------------- | --------------------------------------------------- | --------------------------------------------------- |
| 1.                                                  | «어느 날의 나에게»                                  | Кім Хо Ґьон                                         | 1601                                                | Monday Kiz                                          | 3:52                                                |
| 2.                                                  | «어느 날의 나에게 (Inst.)»                          |                                                     | 1601                                                | Monday Kiz                                          | 3:52                                                |

| Your Honor (Original Television Soundtrack), Part 4 | Your Honor (Original Television Soundtrack), Part 4 | Your Honor (Original Television Soundtrack), Part 4 | Your Honor (Original Television Soundtrack), Part 4 | Your Honor (Original Television Soundtrack), Part 4 | Your Honor (Original Television Soundtrack), Part 4 |
| #                                                   | Назва                                               | Автор слів                                          | Автор музики                                        | Виконавець                                          | Тривалість                                          |
| --------------------------------------------------- | --------------------------------------------------- | --------------------------------------------------- | --------------------------------------------------- | --------------------------------------------------- | --------------------------------------------------- |
| 1.                                                  | «내가 보여»                                         | Со Тон Сон                                          | Пак Сон Іль                                         | Лі Юн Чхан                                          | 4:30                                                |
| 2.                                                  | «내가 보여 (Inst.)»                                 |                                                     | Пак Сон Іль                                         | Лі Юн Чхан                                          | 4:30                                                |

| Your Honor (Original Television Soundtrack), Part 5 | Your Honor (Original Television Soundtrack), Part 5 | Your Honor (Original Television Soundtrack), Part 5 | Your Honor (Original Television Soundtrack), Part 5 | Your Honor (Original Television Soundtrack), Part 5 | Your Honor (Original Television Soundtrack), Part 5 |
| #                                                   | Назва                                               | Автор слів                                          | Автор музики                                        | Виконавець                                          | Тривалість                                          |
| --------------------------------------------------- | --------------------------------------------------- | --------------------------------------------------- | --------------------------------------------------- | --------------------------------------------------- | --------------------------------------------------- |
| 1.                                                  | «Home»                                              | Кан Ітин                                            | Jamie Song                                          | Рейна                                               | 4:39                                                |
| 2.                                                  | «Home (Inst.)»                                      |                                                     | Jamie Song                                          | Рейна                                               | 4:39                                                |

| Your Honor (Original Television Soundtrack), Part 6 | Your Honor (Original Television Soundtrack), Part 6 | Your Honor (Original Television Soundtrack), Part 6 | Your Honor (Original Television Soundtrack), Part 6 | Your Honor (Original Television Soundtrack), Part 6 | Your Honor (Original Television Soundtrack), Part 6 |
| #                                                   | Назва                                               | Автор слів                                          | Автор музики                                        | Виконавець                                          | Тривалість                                          |
| --------------------------------------------------- | --------------------------------------------------- | --------------------------------------------------- | --------------------------------------------------- | --------------------------------------------------- | --------------------------------------------------- |
| 1.                                                  | «그 시간을 기억해»                                  | Ха Ниль Хе                                          | Ха Ниль Хе                                          | Ха Ниль Хе                                          | 4:05                                                |
| 2.                                                  | «그 시간을 기억해»                                  |                                                     | Ха Ниль Хе                                          | Ха Ниль Хе                                          | 4:05                                                |

## Рейтинги
Найнижчі рейтинги позначені синім кольором, а найвищі — червоним кольором.
| Серія            | Дата показу      | Середнє значення кількості переглядів | Середнє значення кількості переглядів | Середнє значення кількості переглядів | Середнє значення кількості переглядів |
| Серія            | Дата показу      | TNMS Ratings                          | TNMS Ratings                          | AGB Nielsen                           | AGB Nielsen                           |
| Серія            | Дата показу      | Загальнонаціональні                   | Сеул                                  | Загальнонаціональні                   | Сеул                                  |
| ---------------- | ---------------- | ------------------------------------- | ------------------------------------- | ------------------------------------- | ------------------------------------- |
| 1                | 25 липня 2018    | 4,8 %                                 | 5,0 %                                 | 5,2 %                                 | 5,4 %                                 |
| 2                | 25 липня 2018    | 5,9 %                                 | 6,1 %                                 | 6,3 %                                 | 6,5 %                                 |
| 3                | 26 липня 2018    | 6,4 %                                 | 7,3 %                                 | 7,0 %                                 | 7,9 %                                 |
| 4                | 26 липня 2018    | 6,7 %                                 | 7,9 %                                 | 7,7 %                                 | 8,8 %                                 |
| 5                | 1 серпня 2018    | 4,9 %                                 | 5,2 %                                 | 5,3 %                                 | 5,6 %                                 |
| 6                | 1 серпня 2018    | 6,1 %                                 | 6,6 %                                 | 6,4 %                                 | 6,9 %                                 |
| 7                | 2 серпня 2018    | 6,5 %                                 | 6,7 %                                 | 5,8 %                                 | 6,1 %                                 |
| 8                | 2 серпня 2018    | 6,9 %                                 | 7,5 %                                 | 7,1 %                                 | 7,7 %                                 |
| 9                | 8 серпня 2018    | 5,1 %                                 | 5,4 %                                 | 5,6 %                                 | 5,9 %                                 |
| 10               | 8 серпня 2018    | 6,2 %                                 | 6,3 %                                 | 7,1 %                                 | 7,2 %                                 |
| 11               | 9 серпня 2018    | 6,4 %                                 | 6,6 %                                 | 6,5 %                                 | 6,7 %                                 |
| 12               | 9 серпня 2018    | 7,7 %                                 | 8,0 %                                 | 7,9 %                                 | 8,2 %                                 |
| 13               | 15 серпня 2018   | 5,5 %                                 | 6,7 %                                 | 6,8 %                                 | 8,0 %                                 |
| 14               | 15 серпня 2018   | 6,8 %                                 | 8,2 %                                 | 8,6 %                                 | 10,0 %                                |
| 15               | 16 серпня 2018   | 6,3 %                                 | 7,1 %                                 | 6,8 %                                 | 7,7 %                                 |
| 16               | 16 серпня 2018   | 7,6 %                                 | 8,5 %                                 | 8,3 %                                 | 9,2 %                                 |
| 17               | 22 серпня 2018   | 4,9 %                                 | 5,6 %                                 | 5,4 %                                 | 6,0 %                                 |
| 18               | 22 серпня 2018   | 6,6 %                                 | 7,1 %                                 | 7,3 %                                 | 7,8 %                                 |
| 19               | 29 серпня 2018   | 6,4 %                                 | 6,9 %                                 | 7,1 %                                 | 7,6 %                                 |
| 20               | 29 серпня 2018   | 7,9 %                                 | 8,5 %                                 | 8,4 %                                 | 9,0 %                                 |
| 21               | 5 вересня 2018   | 5,4 %                                 | Н/Д                                   | 5,9 %                                 | 6,7 %                                 |
| 22               | 5 вересня 2018   | 6,3 %                                 | Н/Д                                   | 7,3 %                                 | 8,0 %                                 |
| 23               | 6 вересня 2018   | 6,7 %                                 | Н/Д                                   | 6,4 %                                 | 6,8 %                                 |
| 24               | 6 вересня 2018   | 7,3 %                                 | Н/Д                                   | 7,8 %                                 | 8,1 %                                 |
| 25               | 12 вересня 2018  | Н/Д                                   | Н/Д                                   | 5,6 %                                 | 6,0 %                                 |
| 26               | 12 вересня 2018  | Н/Д                                   | Н/Д                                   | 7,7 %                                 | 8,5 %                                 |
| 27               | 13 вересня 2018  | 6,7 %                                 | Н/Д                                   | 7,5 %                                 | 7,9 %                                 |
| 28               | 13 вересня 2018  | 7,4 %                                 | Н/Д                                   | 8,6 %                                 | 9,1 %                                 |
| 29               | 19 вересня 2018  | 5,0 %                                 | Н/Д                                   | 6,3 %                                 | 6,4 %                                 |
| 30               | 19 вересня 2018  | 6,5 %                                 | Н/Д                                   | 8,3 %                                 | 8,6 %                                 |
| 31               | 20 вересня 2018  | 6,0 %                                 | Н/Д                                   | 6,3 %                                 | 7,2 %                                 |
| 32               | 20 вересня 2018  | 7,1 %                                 | Н/Д                                   | 8,4 %                                 | 9,2 %                                 |
| Середнє значення | Середнє значення | —                                     | —                                     | 7,0 %                                 | 7,5 %                                 |

## Нагороди та номінації
| Рік  | Нагорода              | Категорія                                                                              | Отримувач  | Результат | Примітки |
| ---- | --------------------- | -------------------------------------------------------------------------------------- | ---------- | --------- | -------- |
| 2018 | 6-та APAN Star Awards | Краща нова акторка                                                                     | Лі Ю Йон   | Номінація | [ 25 ]   |
| 2018 | 2-га Seoul Awards     | Краща нова акторка                                                                     | Лі Ю Йон   | Номінація | [ 26 ]   |
| 2018 | SBS Drama Awards      | Нагороди за майстерність (Кращий актор серіалу, що транслювався щосереди і щочетверга) | Юн Сі Юн   | Перемога  | [ 27 ]   |
| 2018 | SBS Drama Awards      | Краща нова акторка                                                                     | Лі Ю Йон   | Перемога  | [ 27 ]   |
| 2018 | SBS Drama Awards      | Нагороди за майстерність (Кращий актор серіалу, що транслювався щосереди і щочетверга) | Лі Ю Йон   | Номінація |          |
| 2018 | SBS Drama Awards      | Кращий актор другого плану                                                             | Хо Сон Тхе | Номінація |          |
| 2018 | SBS Drama Awards      | Краща нова акторка                                                                     | Квон На Ра | Номінація |          |

## Виноски
1. ↑  23 серпня показ серій серіалу було скасовано через транслювання  Азійських ігор 2018[21][22]
2. ↑  30 серпня показ серій серіалу було скасовано через транслювання  Азійських ігор 2018[23][24]
3. 1 2  — означає, що середні рейтинги невідомі через те, що рейтинги певних серій не записувалися.